# Nicole Brändli
Nicole Brändli (Lucerna, 18 giugno 1979) è un'ex ciclista su strada svizzera, attiva tra le Elite dal 1998 al 2016. In carriera vanta la vittoria di tre edizioni del Giro d'Italia: 2001, 2003 e 2005.

## Palmarès
- 2000 (Red Bull Frankfurt, una vittoria)

Campionati svizzeri, Prova a cronometro
- 2001 (Edil Savino, sette vittorie)

Trofeo Alfredo Binda-Comune di Cittiglio
Classifica generale Giro della Toscana-Memorial Fanini
10ª tappa Giro d'Italia
11ª tappa Giro d'Italia
Classifica generale Giro d'Italia
Campionati svizzeri, Prova in linea
Campionati europei, Prova a cronometro
- 2002 (Acca Due O, tre vittorie)

Classifica generale Vuelta a Castilla y León
Campionati svizzeri, Prova in linea
9ª tappa Grande Boucle (Grenoble > Lago di Aiguebelette)
- 2003 (Prato Marathon Bike, quattro vittorie)

3ª tappa Giro d'Italia (Monteroduni > Castelpizzuto)
Classifica generale Giro d'Italia
Classifica generale Gracia-Orlová
Campionati svizzeri, Prova in linea
- 2004 (Michela Fanini, tre vittorie)

Giro del Friuli
Classifica generale Gracia-Orlová
Gran Premio di Cento-Carnevale d'Europa
- 2005 (Bigla, sette vittorie)

Bern-Oberbottigen
2ª tappa Albstadt Etappenrennen (Pfeffingen > Pfeffingen)
Classifica generale Albstadt Etappenrennen
Prologo Giro d'Italia (San Vendemiano > San Vendemiano)
1ª tappa Giro d'Italia (San Vendemiano > Caerano di San Marco)
7ª tappa Giro d'Italia (Naters > Blatten)
Classifica generale Giro d'Italia
- 2006 (Bigla, quattro vittorie)

2ª tappa Giro della Toscana-Memorial Fanini (Lari > Volterra)
Classifica finale Giro della Toscana-Memorial Fanini
1ª tappa Giro d'Italia (Formello > Formello)
Grand Prix de Plouay
- 2007 (Bigla, due vittorie)

5ª tappa Giro d'Italia (Cittiglio > Cittiglio)
2ª tappa Trophée d'Or (Cosne-sur-Loire > Cosne-sur-Loire)
- 2008 (Bigla, una vittoria)

Gran Premio Brissago

### Altri successi
- 2000 (Red Bull Frankfurt)

Classifica giovani Giro d'Italia
- 2001 (Edil Savino, sette vittorie)

Classifica a punti Giro d'Italia
Classifica giovani Giro d'Italia
Classifica straniere Giro d'Italia
- 2003 (Prato Marathon Bike)

Classifica straniere Giro d'Italia
- 2005 (Bigla)

Classifica a punti Giro d'Italia
- 2008 (Bigla)

Leo Wirth Strassenrennen (Criterium)
- 2009 (Bigla)

2ª tappa Giro della Toscana-Memorial Fanini (Viareggio, cronosquadre)
Gran Prix Raiffeisen (Criterium)

## Piazzamenti

### Grandi Giri
- Giro d'Italia

2000: ?
2001: vincitrice
2003: vincitrice
2005: vincitrice
2006: 2ª
2007: 2ª
2008: 5ª
2009: 3ª

### Competizioni mondiali
- Campionati del mondo

Lisbona 2001 - Cronometro Elite: 2ª
Lisbona 2001 - In linea Elite: 6ª
Zolder 2002 - Cronometro Elite: 2ª
Zolder 2002 - In linea Elite: 2ª
Hamilton 2003 - Cronometro Elite: 27ª
Verona 2004 - In linea Elite: 6ª
Madrid 2005 - Cronometro Elite: 15ª
Madrid 2005 - In linea Elite: 19ª
Salisburgo 2006 - Cronometro Elite: 13ª
Salisburgo 2006 - In linea Elite: 8ª
Mendrisio 2009 - In linea Elite: 8ª
- Giochi olimpici

Sydney 2000 - In linea: 16ª
Sydney 2000 - Cronometro: 22ª
Atene 2004 - In linea: 38ª
Pechino 2008 - In linea: 18ª

## Riconoscimenti
- Mendrisio d'argento del Velo Club Mendrisio nel 2001